# ブトルファノール
ブトルファノール（Butorphanol）は、ブリストル・マイヤーズ社が開発したモルフィナン型の合成オピオイド鎮痛薬である。作動拮抗薬として作用する。レボルファノールと似た構造を持つ。酒石酸塩として、注射剤、錠剤、鼻腔内スプレー剤が製剤化されている。錠剤はヒトでのバイオアベイラビリティが低いため、犬、猫、馬にのみ使用される。
米国で1979年に販売開始された。日本では1985年に販売開始されたが、2009年10月に販売終了が告知され、2011年3月を以って経過措置が満了した。2021年6月現在、犬猫用の鎮痛薬として使用されている。

## 効能・効果
ヒト
- 術後、各種癌における鎮痛
- 麻酔補助

イヌ・ネコ
- 術後疼痛

米国
- 片頭痛に対する鼻腔内スプレー製剤が最もよく用いられる。また、中等度から重度の疼痛管理、バランス全身麻酔の補助、陣痛管理のために非経口的に使用される事もある。κアゴニストとしての作用により、術後の戦慄を抑えるのにも非常に有効である。男性よりも女性に対し鎮痛作用が強いとされる[10]。

## 薬理学的特性
μ-オピオイド受容体に部分アゴニスト活性とアンタゴニスト活性を、κ-オピオイド受容体に部分アゴニスト活性（Ki=2.5nM，EC50=57nM，Emax=57%）を示す。中枢神経系の神経細胞でこれらの受容体が刺激されると、細胞内でアデニル酸シクラーゼが阻害され、流入側の膜カルシウムチャネルが閉じカリウムチャネルが開く。これに因り、細胞膜電位が過分極となり、上行性疼痛経路の活動電位伝達が抑制される。κ-アゴニスト活性を持つ為、鎮痛剤としての用量では肺動脈圧や心臓の負担を増加させる。また、κ-アゴニスト作用により、治療量や過治療量では不快感を引き起こすので、他のオピオイド系薬剤より濫用の可能性が低いとされている。

## 禁忌
下記の患者には禁忌であった。
- 重篤な呼吸抑制状態にある患者
- 頭部傷害、脳に病変のある場合などで、意識混濁が危惧される患者
- 頭蓋内圧亢進の患者

## 副作用
重大な副作用として、呼吸抑制（2.51%）と依存性が記載されていた。
他のオピオイド系鎮痛剤と同様、中枢神経系の作用（鎮静、錯乱、めまいなど）が考慮事項である。嘔気と嘔吐は多く見られるが、他のオピオイドの胃腸作用（主に便秘）はあまり見られない。他の副作用として発汗量の増加がある。

## 合法性
1961年の麻薬に関する単一条約に記載されており、米国ではスケジュールIVの麻薬規制物質であり、DEA ACSCNは9720である。スケジュールIVであるため、年間総製造割当量の対象ではない。塩酸塩の遊離基転換率は0.69である。ブトルファノールは元々スケジュールIIに入っており、一時は規制解除されていた。

## 動物用医薬品
獣医麻酔において、犬、猫、馬の鎮静剤および鎮痛剤として広く使用されている。鎮静には、犬、猫、エキゾチックアニマルにおいて、α-2アゴニスト（メデトミジン）、ベンゾジアゼピン、アセプロマジン等の精神安定剤と併用できる。また、馬ではキシラジンやデトミジンとの併用が多い。
イヌ、ネコ、フェレット、ハナグマ、アライグマ、マングース、各種有袋類、一部の齧歯類などの小型哺乳類、更には大型鳥類において、術後や事故関連の中等度から重度の疼痛管理のために頻用される。
爬虫類の鎮痛によく使われるが、2014年現在において爬虫類への有効性を決定的に示した研究は無い。

### 馬への使用
馬の鎮痛剤としてよく使われる。筋肉内または静脈内注射で投与され、約15分で鎮痛効果が現れ4時間持続する。また、処置中に馬を扱いやすくするため、よくキシラジンやデトミジンなどの鎮静剤と組み合わせて使用される。
馬に特有の副作用としては、鎮静、中枢神経の興奮（頭を押しつける、振り立てるなどの仕草）がある。過剰摂取により、痙攣、転倒、唾液分泌、便秘、筋肉の痙攣などが起こり得る。過剰摂取時はナロキソンなどの麻薬拮抗薬を投与する事がある。他の麻薬、鎮静剤、抑うつ剤、抗ヒスタミン剤との併用時は相加効果に注意が必要である。
胎盤を通過する可能性があり、雌馬の乳汁中にも移行する。
また、国際馬術連盟を含む殆どの馬術団体では、競技会での使用が禁止されており、クラスAの薬物とされている。

## 参考資料
1. ↑  US Patent US Patent 3819635 14-hydroxymorphinan derivatives
2. ↑   US 3775414 Process for the preparation of 14-hydroxymorphinan derivatives
3. ↑   The Dictionary of Drugs: Chemical Data: Chemical Data, Structures and Bibliographies. Springer. (14 November 2014). pp. 200–. ISBN 978-1-4757-2085-3
4. ↑   Index Nominum 2000: International Drug Directory. Taylor & Francis. (January 2000). pp. 154–. ISBN 978-3-88763-075-1
5. ↑   Concise Dictionary of Pharmacological Agents: Properties and Synonyms. Springer Science & Business Media. (6 December 2012). pp. 58–. ISBN 978-94-011-4439-1
6. ↑  Fischer, Jnos; Ganellin, C. Robin (2006) (英語). Analogue-based Drug Discovery. John Wiley & Sons. p. 529. ISBN 978-3-527-60749-5
7. 1 2 3  “スタドール注1mg／スタドール注2mg 添付文書”. 2021年6月7日閲覧。
8. ↑  “販売中止のご案内”. webcache.googleusercontent.com. 2021年6月6日閲覧。
9. ↑  “ベトルファール2mg 添付文書”.   農林水産省. 2021年6月7日閲覧。
10. 1 2  “The kappa opioid nalbuphine produces gender- and dose-dependent analgesia and antianalgesia in patients with postoperative pain”. Pain 83 (2):  339–45. (November 1999). doi:10.1016/S0304-3959(99)00119-0. PMID 10534607.
11. ↑  “Pharmacological profiles of opioid ligands at kappa opioid receptors”. BMC Pharmacology 6 (1):  3. (January 2006). doi:10.1186/1471-2210-6-3. PMC 1403760. PMID 16433932.
12. ↑  “Critical Review of Butorphanol”. 34th ECDD 2006/4.1.   World Health Organization. 2021年6月7日閲覧。
13. ↑  “Conversion Factors for Controlled Substances”. DEA Diversion Control Division.   United States Drug Enforcement Administration. 2021年6月7日閲覧。
14. ↑   Compendium of Data sheets for Animal Medicines. 2005.. National Office of Animal Health. (October 2004). ISBN 978-0-9548037-0-4
15. ↑  “Chapter 18: Analgesia”. Current therapy in reptile medicine & surgery. Elsevier Health Sciences. (2014). pp. 217–229. ISBN 978-0-323-24293-6